# Anna Sofia di Danimarca
Anna Sofia di Danimarca (Flensburgo, 1º settembre 1647 – Prettin, 1º luglio 1717) nata principessa di Danimarca e Norvegia, fu elettrice di Sassonia per matrimonio.

## Biografia

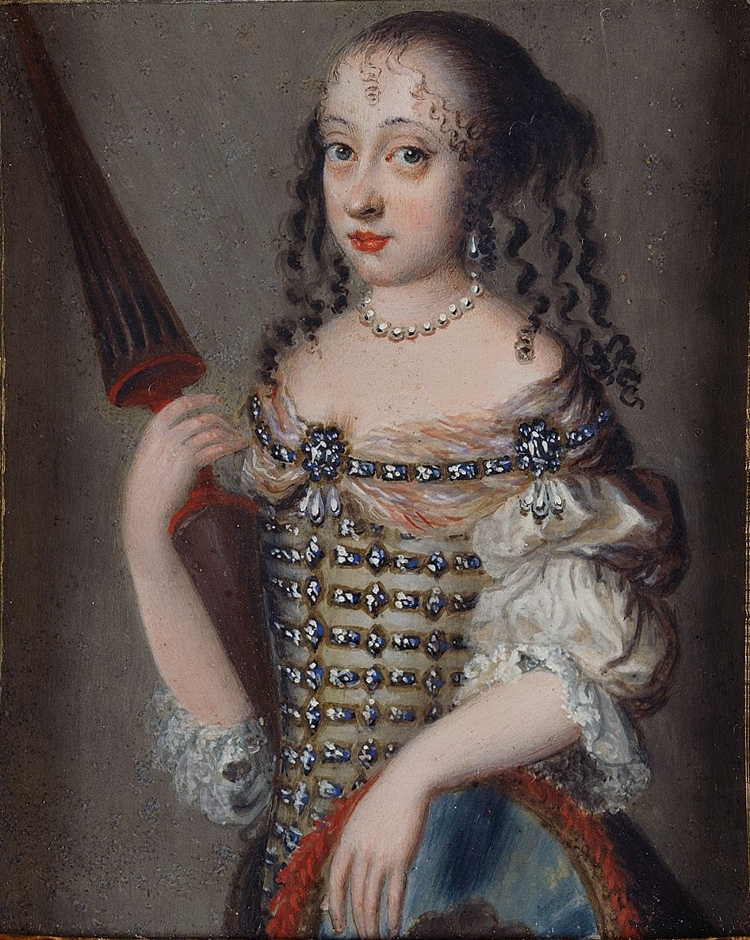
Anna Sofia principessa della corte danese

Era figlia di Federico III di Danimarca e di Sofia Amelia di Brunswick e Lüneburg. Il nonno paterno, il re Cristiano IV, morì quando lei aveva sei mesi, e dopo molti mesi di discussione, il consiglio decise di eleggere suo padre come re. Egli fu incoronato il 23 novembre 1648.
Ricevette un'ottima educazione. Oltre al danese, Anna Sofia parlava tedesco, latino, francese, spagnolo e italiano. Venne descritta come una persona con spesse sopracciglia scure e un naso lungo e ricurvo.

## Matrimonio
Nel 1663, a Copenaghen, venne celebrato il fidanzamento tra Anna Sofia e Giovanni Giorgio III di Sassonia. Le nozze vennero celebrate tre anni dopo, il 9 ottobre 1666.
Ebbero due figli:
- Giovanni Giorgio IV di Sassonia (18 ottobre 1668-28 maggio 1694);
- Federico Augusto (12 maggio 1670-1º febbraio 1733).

Entrambi i bambini furono inizialmente allevati dalle dame di compagnia danesi inviate a Dresda dalla nonna materna.

## Vedovanza
Suo marito morì nel 1692, a Tubinga, a causa di una malattia epidemica, probabilmente il colera o la peste, e fu sepolto nel Duomo di Freiberg. L'anno successivo, Anna Sofia tentò di porre fine alla storia d'amore tra il figlio Giovanni Giorgio e Maddalena Sibylle "Billa" di Neidschutz, con la quale aveva vissuto dalla morte di suo padre. Federico Augusto aveva ostacolato la relazione nutrendo il fondato motivo che "Billa" fosse nata da una relazione con Ursula Margarethe di Haugwitz, e quindi potesse essere la sorellastra di Giovanni Giorgio.
Anna Sofia costrinse il figlio a sposare Eleonora Erdmuthe di Sassonia-Eisenach, una nobildonna tedesca, ma il matrimonio si rivelò un fallimento. Giovanni Giorgio abbandonò sua moglie e cercò di ucciderla per poter sposare "Billa".
Eleonora non riuscì ad avere un erede, mentre nel giugno 1693 "Billa" diede alla luce Guglielmina Maria Federica. Meno di un anno dopo, la donna contrasse il vaiolo e morì il 4 aprile 1694 tra le braccia del principe elettore. Giovanni Giorgio morì 23 giorni dopo della stessa malattia, e fu sepolto nel duomo di Freiberg. Essendo deceduto senza eredi legittimi, gli successe il fratello, che assunse la tutela di Guglielmina. Fu allevata presso la corte reale e riconosciuta come nipote di Federico Augusto.

## Morte
Morì nel castello di Lichtenberg, vicino Prettin.

## Albero genealogico
|                                      |                                            |                                        | Genitori                           |  |  | Nonni |  |  | Bisnonni                 |  |  | Trisnonni                  |  |
|                                      |                                            |                                        |                                    |  |  |       |  |  | Federico II di Danimarca |  |  | Cristiano III di Danimarca |  |
|                                      |                                            |                                        |                                    |  |  |       |  |  | Federico II di Danimarca |  |  | Cristiano III di Danimarca |  |
|                                      |                                            | Dorotea di Sassonia-Lauenburg          |                                    |  |  |       |  |  | Federico II di Danimarca |  |  |                            |  |
| Cristiano IV di Danimarca            |                                            |                                        |                                    |  |  |       |  |  | Federico II di Danimarca |  |  |                            |  |
|                                      |                                            | Sofia di Meclemburgo-Güstrow           | Ulrico III di Meclemburgo-Güstrow  |  |  |       |  |  |                          |  |  |                            |  |
|                                      |                                            | Sofia di Meclemburgo-Güstrow           | Ulrico III di Meclemburgo-Güstrow  |  |  |       |  |  |                          |  |  |                            |  |
|                                      |                                            | Sofia di Meclemburgo-Güstrow           | Elisabetta di Danimarca            |  |  |       |  |  |                          |  |  |                            |  |
| Federico III di Danimarca            |                                            | Sofia di Meclemburgo-Güstrow           |                                    |  |  |       |  |  |                          |  |  |                            |  |
|                                      |                                            | Gioacchino III Federico di Brandeburgo | Giovanni Giorgio di Brandeburgo    |  |  |       |  |  |                          |  |  |                            |  |
|                                      |                                            | Gioacchino III Federico di Brandeburgo | Giovanni Giorgio di Brandeburgo    |  |  |       |  |  |                          |  |  |                            |  |
|                                      |                                            | Gioacchino III Federico di Brandeburgo | Sofia di Liegnitz                  |  |  |       |  |  |                          |  |  |                            |  |
| Anna Caterina del Brandeburgo        |                                            | Gioacchino III Federico di Brandeburgo |                                    |  |  |       |  |  |                          |  |  |                            |  |
|                                      |                                            | Caterina di Brandeburgo-Küstrin        | Giovanni di Brandeburgo-Küstrin    |  |  |       |  |  |                          |  |  |                            |  |
|                                      |                                            | Caterina di Brandeburgo-Küstrin        | Giovanni di Brandeburgo-Küstrin    |  |  |       |  |  |                          |  |  |                            |  |
|                                      |                                            | Caterina di Brandeburgo-Küstrin        | Caterina di Brunswick-Wolfenbüttel |  |  |       |  |  |                          |  |  |                            |  |
| Anna Sofia di Danimarca              |                                            | Caterina di Brandeburgo-Küstrin        |                                    |  |  |       |  |  |                          |  |  |                            |  |
|                                      | Guglielmo il Giovane di Brunswick-Lüneburg | Ernesto I di Brunswick-Lüneburg        |                                    |  |  |       |  |  |                          |  |  |                            |  |
|                                      | Guglielmo il Giovane di Brunswick-Lüneburg | Ernesto I di Brunswick-Lüneburg        |                                    |  |  |       |  |  |                          |  |  |                            |  |
|                                      | Guglielmo il Giovane di Brunswick-Lüneburg | Sofia di Meclemburgo-Schwerin          |                                    |  |  |       |  |  |                          |  |  |                            |  |
| Giorgio di Brunswick-Lüneburg        | Guglielmo il Giovane di Brunswick-Lüneburg |                                        |                                    |  |  |       |  |  |                          |  |  |                            |  |
|                                      |                                            | Dorothea di Danimarca                  | Cristiano III di Danimarca         |  |  |       |  |  |                          |  |  |                            |  |
|                                      |                                            | Dorothea di Danimarca                  | Cristiano III di Danimarca         |  |  |       |  |  |                          |  |  |                            |  |
|                                      |                                            | Dorothea di Danimarca                  | Dorotea di Sassonia-Lauenburg      |  |  |       |  |  |                          |  |  |                            |  |
| Sofia Amelia di Brunswick e Lüneburg |                                            | Dorothea di Danimarca                  |                                    |  |  |       |  |  |                          |  |  |                            |  |
|                                      |                                            | Luigi V d'Assia-Darmstadt              | Giorgio I d'Assia-Darmstadt        |  |  |       |  |  |                          |  |  |                            |  |
|                                      |                                            | Luigi V d'Assia-Darmstadt              | Giorgio I d'Assia-Darmstadt        |  |  |       |  |  |                          |  |  |                            |  |
|                                      |                                            | Luigi V d'Assia-Darmstadt              | Maddalena di Lippe                 |  |  |       |  |  |                          |  |  |                            |  |
| Anna Eleonora di Assia-Darmstadt     |                                            | Luigi V d'Assia-Darmstadt              |                                    |  |  |       |  |  |                          |  |  |                            |  |
|                                      |                                            | Maddalena di Brandeburgo               | Giovanni Giorgio di Brandeburgo    |  |  |       |  |  |                          |  |  |                            |  |
|                                      |                                            | Maddalena di Brandeburgo               | Giovanni Giorgio di Brandeburgo    |  |  |       |  |  |                          |  |  |                            |  |
|                                      |                                            | Maddalena di Brandeburgo               | Elisabetta di Anhalt-Zerbst        |  |  |       |  |  |                          |  |  |                            |  |
|                                      |                                            | Maddalena di Brandeburgo               |                                    |  |  |       |  |  |                          |  |  |                            |  |